# Konsulat Generalny Rzeczypospolitej Polskiej w Kurytybie
Konsulat Generalny Rzeczypospolitej Polskiej w Kurytybie (port. Consulado Geral da República da Polônia em Curitiba) – polska misja konsularna w Kurytybie, w Brazylii. Kurytyba jest głównym ośrodkiem skupiającym Polonię w Brazylii.

## Historia

### Okres zaborów
Pierwsi dyplomaci narodowości polskiej do Kurytyby przybyli jeszcze w służbie dyplomacji Austro-Węgier: Mikołaj Jurystowski (1900–1903, w tym od 1901 jako kierownik konsulatu), Zdzisław Okęcki (od 1904 kierownik konsulatu), Karol Bertoni (od 1903), Franciszek Szuber (od 1911), August Haller (brat Józefa).
6 grudnia 1917 władze brazylijskie uznały istnienie narodowości polskiej. 17 sierpnia 1918 rząd Brazylii poparł powstanie niepodległej Polski. W efekcie założony w 1917 przez Polonię w Kurytybie Polski Komitet Centralny uzyskał uprawnienia konsularne i był uznawany przez władze brazylijskie aż do powstania w 1919 podległego rządowi w Warszawie Konsulatu Generalnego w Kurytybie.

### Powstanie Konsulatu i okres II RP
Konsulat Generalny RP w Kurytybie otwarto w 1919 ze względu na kształtujące się tam od XIX środowisko polonijne. 20 października 1919 z Warszawy wyruszył mianowany przez Ministerstwo Spraw Zagranicznych pierwszy skład placówki: Kazimierz Głuchowski (kierownik), Józef Włodek (wicekonsul), Mieczysław Babiński (attaché emigracyjny), Bohdan Samborski (sekretarz) oraz Zofia Lilpopówna i Paweł Nikodem (urzędnicy). Dotarli do Rio de Janeiro 1 stycznia 1920, gdzie oczekiwali na exequatur. 18 stycznia 1920 przyjechali do Kurytyby, gdzie 19 marca 1920 oficjalnie otwarto urząd. 15 lipca 1920 uruchomiono Agencję Konsularną RP w Paiol Grande odpowiedzialną za stan Rio Grande do Sul (jej organizatorem i kierownikiem był Paweł Nikodem). Były to pierwsze polskie placówki w Brazylii, a nawet w całej Ameryce Łacińskiej, gdyż Poselstwo RP w Rio de Janeiro powstało rok później.
Konsulat zajmował się wspieraniem społeczności polskiej (w tym jej relacji z mniejszością ukraińską w kontekście wojny polsko-ukraińskiej 1918–1919), współpracą gospodarczą (m.in. powołano Polsko-Brazylijską Izbę Handlowo-Przemysłową w 1921), a z czasem także organizacją wydarzeń kulturalnych. W okresie Nowego Państwa presja na asymilację mniejszości narodowych metodami administracyjnymi doprowadziła do likwidacji szeregu polskich szkół (ze 179 zostało 49), gazet, organizacji i stowarzyszeń. Ograniczyło to możliwość działalności Konsulatu. W 1931 podniesiono rangę placówki do klasy konsulatu generalnego.

### Okres II wojny światowej
Po wybuchu II wojny światowej Konsulat kontynuował działalność. Organizowano zbiórki dla Wojska Polskiego i ofiar wojny oraz pomagano ochotnikom w wyjeździe do Europy (oficjalnie nie można było prowadzić zaciągu ze względu na neutralność Brazylii). Starano się także pozyskać przychylność władz centralnych oraz stanowych dla sprawy polskiej. Konsulat obejmował opieką także napływających po upadku Francji w lipcu 1940 uchodźców. Ograniczenia językowe w obrocie telegraficznym z grudnia 1941 dotknęły nawet konsulat w Kurytybie, który służbowe depesze do poselstwa w Rio de Janeiro mógł przesyłać wyłącznie po portugalsku. 22 sierpnia 1942 Brazylia wypowiedziała wojnę Niemcom i Włochom, co przełożyło się na ułatwienie w funkcjonowaniu polskich misji dyplomatyczno-konsularnych.
W związku z ograniczeniem finansowania istotnie zmniejszono skład placówki. Konsul Józef Gieburowski pełnił jednak funkcję do października 1945, czyli do momentu wycofania przez rząd Brazylii uznania dla władz polskich w Londynie. Mimo to zespołowi Gieburowskiego w większości udało się zabezpieczyć archiwum i wyposażenie Konsulatu przed ich przejęciem przez przedstawicieli władz komunistycznych. Wydawano także paszporty antydatowane na okres sprzed uznania Tymczasowego Rządu Jedności Narodowej.

### 1945–1989
W styczniu 1946, za zgodą władz francuskich, przy Ambasadzie Francji w Rio de Janeiro oraz Agencji Konsularnej w Kurytybie powołano Służbę Ochrony Interesów Rzeczypospolitej Polskiej. Na czele tej drugiej stanął Franciszek Grzywiński. 17 sierpnia 1946 do Kurytyby dotarli wysłani z Warszawy nowy kierownik Konsulatu Józef Szonert oraz jego zastępca Waldemar Rómmel. 10 października 1946 dotarło kolejnych dwóch pracowników (Władysław Wójcik i Edward Drobig). Szonert obowiązki mógł jednak zacząć wykonywać obowiązki dopiero po otrzymaniu exequatur, tj. 17 października 1946. Nowa siedziba placówki mieściła się pod adresem Manuel Ribas 227. W latach 40. Konsulat mierzył się z olbrzymią izolacją środowisk polonijnych, które zasadniczo popierały wciąż władze londyńskie.
W 1947 Brazylia zerwała stosunki dyplomatyczne ze Związkiem Sowieckim, co wpłynęło na osłabienie pozycji Konsulatu. Od grudnia 1948 polskie placówki odpowiadały także za opiekę nad obywatelami sowieckimi w Brazylii. W 1949 siedzibę Konsulatu przeniesiono na ulicę Trajano Reis 144. W 1950 cofnięto exequatur konsulowi Aleksandrowi Bodakowi i przez kolejne dwa lata placówka działała jedynie formalnie. W październiku 1952 oficjalnie ją zamknięto. Reaktywowano ją zarządzeniem z 15 sierpnia 1957, a faktycznie uruchomiono w grudniu 1957 z siedzibą przy ulicy Buenos Aires. Okręg konsularny obejmował stany: Parana, Rio Grande do Sul, Santa Catarina, Mato Grosso. Dzięki poprawie relacji polsko-brazylijskich i brazylijsko-sowieckich placówka działała z przychylniejszym nastawieniem miejscowych władz. Cieszyła się także większym zaufaniem Polonii. Konsulat między innymi pośredniczył w organizacji przyjazdu księży z Polski, którzy podjęli pracę duszpasterską wśród Polonii. Wspierano także stosunki handlowe. W 1969 w trakcie pełnienia misji zmarł konsul Bronisław Wyczyński. W 1978 placówkę przeniesiono do obecnej (2025) lokalizacji przy ulicy Agostinho Leao Jr. 234. Po powstaniu „Solidarności” w 1980 doszło do ponownego ochłodzenia w relacjach z Polonią, które zaczęły poprawiać się dopiero po zniesieniu stanu wojennego w 1983 i złagodzeniu aspektu ideologicznego w pracy placówki.

### Po 1989

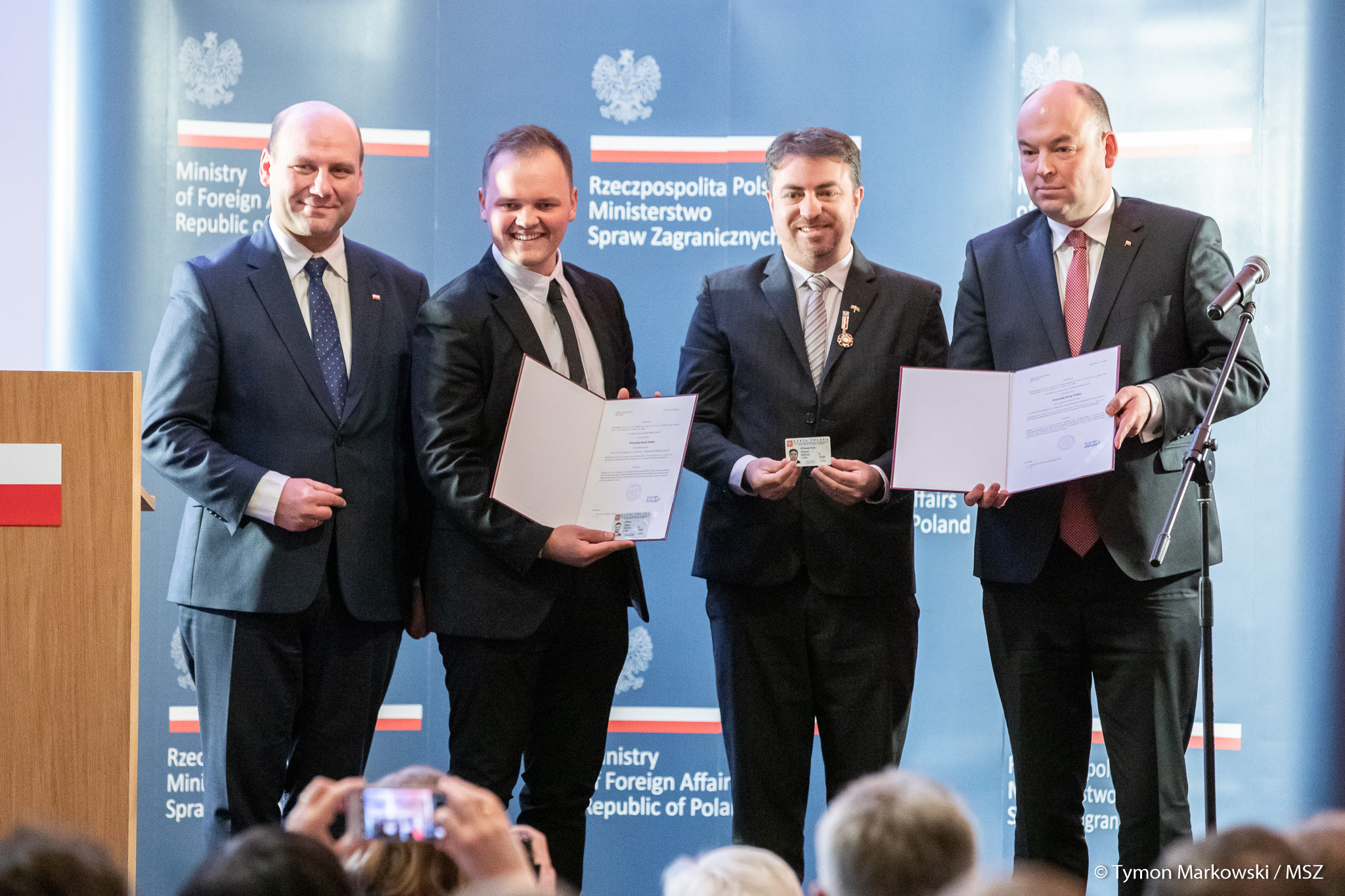
Lourival Araujo Filho, jako pierwszy przedstawiciel brazylijskiej Polonii, otrzymuje Kartę Polaka od wiceministra spraw zagranicznych Szymona Szynkowskiego vel Sęka oraz ministra w Kancelarii Premiera Jana Dziedziczaka, 2020

Przemiany demokratyczne od 1989 przyczyniły się do dalszej poprawy stosunków między Konsulatem a Polonią, szczególnie wizyta w Kurytybie wywodzącej się z „Solidarności” senatorki Anny Boguckiej-Skowrońskiej w 1990 oraz odwołanie konsula Mieczysława Klimasa i zastąpienie go przez jego dotychczasowego zastępcę Marka Makowskiego. W ramach promocji kultury m.in. wystawiono „Halkę” Stanisława Moniuszki oraz zorganizowano koncert zespołu Kult, który jednak „nie okazał się przedsięwzięciem udanym ani od strony artystycznej, ani polonijnej”. Zlikwidowano nadto zamiejscowy wydział handlowy w Porto Alegre. W 1991 kierownictwo Konsulatu objął Jerzy Brzozowski, pierwszy konsul mianowany przez nowe władze. W 1995 Kurytybę odwiedził prezydent Lech Wałęsa z małżonką Danutą. W 2002 na terenie okręgu konsularnego w Foz do Iguaçu przebywał prezydent Aleksander Kwaśniewski.
W okresie III Rzeczypospolitej, szczególnie po wstąpieniu Polski do Unii Europejskiej w 2004 lawinowo wzrosła liczba spraw obywatelskich załatwianych przez Konsulat. W 2010 Konsulat prowadził najwięcej spośród wszystkich placówek zagranicznych RP spraw z zakresu potwierdzania obywatelstwa polskiego. W 2014 placówka w Kurytybie przejęła obowiązki zlikwidowanego wówczas urzędu konsularnego w São Paulo. Po umożliwieniu w 2019 ubiegania się o Kartę Polaka przez obywateli wszystkich państw świata (w tym Brazylii), w 2020 nastąpiło pierwsze jej wręczenie przedstawicielowi brazylijskiej Polonii.

## Kierownicy Konsulatu
- 1920–1922 – Kazimierz Głuchowski
- 1922–1928 – Zbigniew Miszke
- 1928–1932 – Kazimierz Downarowicz
- 1932–1934 – Roman Adam Staniewicz
- 1934–1935 – Czesław Kulikowski
- 1936–1945 – Józef Gieburowski
- 1946–1948 – Józef Szonert
- 1948–1950 – Aleksander Bodak
- 1950–1952 – Konsulat działał jedynie formalnie
- 1952–1957 – brak placówki
- 1957–1965 – Piotr Głowacki
- 1965–1968 – Stanisław Kownacki
- 1968–1969 – Bronisław Wyczyński
- 1969–1972 – Kazimierz Wojewoda
- 1972–1976 – Władysław Malik(inne języki)[18][19]
- 1976–1978 – Piotr Kirpluk
- 1978–1981 – Jan Maj
- 1982–1986 – Mieczysław Stefański
- 1986–1990 – Mieczysław Klimas(inne języki)
- 1990–1991 – Marek Makowski
- 1991–1995 – Jerzy Brzozowski
- 1997–2001 – Marek Makowski
- 2001–2005 – Grażyna Machałek(inne języki)
- 2005–2007 – Jacek Perlin
- 2007–2012 – Dorota Barys
- 2012 – grudzień 2018 – Marek Makowski
- grudzień 2018 – 14 kwietnia 2020 – Dorota Bogutyn[20], następnie Dorota Ortyńska[21] (obie p.o.)
- 15 kwietnia 2020 – kwiecień 2025 – Marta Olkowska
- od 9 czerwca 2025 – Wojciech Baczyński(inne języki)[22]

Źródło.

## Okręg konsularny w Kurytybie
Od 2014 okręg konsularny w Kurytybie obejmuje następujące stany:

- Alagoas
- Bahia
- Espírito Santo
- Mato Grosso do Sul
- Mato Grosso
- Minas Gerais
- Paraná
- Pernambuco
- Rio de Janeiro
- Rio Grande do Sul
- São Paulo
- Santa Catarina
- Sergipe

Pozostałe stany Brazylii obsługiwane są przez urząd konsularny przy ambasadzie RP w Brasílii.